# Brzydowo (Ostróda)
Brzydowo (deutsch Seubersdorf) ist ein Ort in der polnischen Woiwodschaft Ermland-Masuren. Er gehört zur Gmina Ostróda (Landgemeinde Osterode in Ostpreußen) im Powiat Ostródzki (Kreis Osterode in Ostpreußen).

## Geographische Lage
Brzydowo liegt im Westen der Woiwodschaft Ermland-Masuren, acht Kilometer südlich der Kreisstadt Ostróda (deutsch Osterode in Ostpreußen).

## Geschichte
In der Amtszeit des Komturs von Christburg (polnisch Dzierzgoń) Luther von Braunschweig wurde 1332 Seubersdorf (damals Seyffirsdorf, nach 1437 Seyfersdorff genannt) zum ersten Mal urkundlich erwähnt. Unter den Auseinandersetzungen bei der Schlacht bei Tannenberg 1410 hatte das Dorf sehr stark zu leiden. Nach dem Städtekrieg 1454–1466 nahm Seubersdorf einen positiven Aufschwung, der allerdings nur bis zum nächsten Krieg andauerte. Dieser Wechsel vollzog sich auch in den folgenden Jahrhunderten, dann mit zunächst negativem Ausgang: die beiden Gutsbetriebe lagen 1698 wüst.
Zwischen 1874 und 1945 war Seubersdorf mit dem Ortsteil Preußhof (polnisch Prusowo) in den Amtsbezirk Kraplau (polnisch Kraplewo) im Kreis Osterode in Ostpreußen eingegliedert.
Betrug die Einwohnerzahl des Dorfes im Jahre 1861 noch 607, so stieg sie bis 1910 auf 907, bis 1933 auf 792, und belief sich 1939 auf 762. Letztere lebten in 186 Haushalten, wobei 509 Einwohner in der Land- und Forstwirtschaft, 111 in Industrie und Handwerk sowie 40 in Handel und Verkehr beschäftigt waren.
Als Seubersdorf 1945 mit dem gesamten südlichen Ostpreußen in Kriegsfolge an Polen überstellt wurde, erhielt das Dorf die polnische Namensform „Brzydowo“. Heute ist es mit dem Sitz eines Schulzenamtes (polnisch Sołectwo) eine Ortschaft im Verbund der Landgemeinde Ostróda (Osterode in Ostpreußen) im Powiat Ostródzki (Kreis Osterode in Ostpreußen), bis 1998 der Woiwodschaft Olsztyn, seither der Woiwodschaft Ermland-Masuren mit Sitz in Olsztyn (Allenstein) zugehörig. Im Jahre 2011 zählte Brzydowo 480 Einwohner.

## Kirche

### Evangelisch
Bis Mitte des 18. Jahrhunderts besaß Seubersdorf eine eigene Kirche als Filialkirche der Kirche Kraplau. Sie wurde 1328 gebaut und mehrfach um- bzw. wiederaufgebaut. Zuletzt verfiel das Gebäude, das 1756 einstürzte. Die Gottesdienste fanden dann nur noch in Kraplau statt. Der Bauplatz auf einer kleinen Anhöhe und Teil des ehemaligen Dorfangers  wurde abgeräumt. Seit September 2017 steht hier das renovierte einstige Kriegerdenkmal zum Andenken an die Gefallenen des Ersten Weltkriegs.
Zur Kirche Kraplau in der Kirchenprovinz Ostpreußen der Kirche der Altpreußischen Union gehörte Seubersdorf bis 1945. In Bzrydowo heute lebende evangelische Einwohner orientieren sich zur jetzt  evangelisch-methodistischen Kirche Kraplewo bzw. zur evangelisch-augsburgischen Kirche in der Stadt Ostróda.

### Römisch-katholisch
Vor 1945 waren die römisch-katholischen Einwohner von Seubersdorf nach Osterode i. Ostpr. eingepfarrt. Seit 1967 gibt es in Brzydowo wieder eine Kirche, die am 7. September 1980 zur Pfarrkirche erhoben wurde und nun Teil des Dekanats Ostróda-Zachód (Osterode West) im Erzbistum Ermland ist. Der Pfarrei Brzydowo sind die Filialkirchen Ornowo (Arnau) und Smykówko (Klein Schmückwalde) zugeordnet.

## Persönlichkeit

### Aus dem Ort gebürtig
- Walter Kratz (* 19. Juni 1895 evtl. in Seubersdorf), deutscher Gutsbeamter, Politiker (NSDAP), Landrat Kreis Osterode in Ostpreußen 1933–1934 († nach 1939)

## Verkehr
Brzydowo liegt an zwei Kreisstraßen (polnisch Droga powiatowa): die DP 1232N führt von Wirwajdy (Warweiden) über Kraplewo (Kraplau) bis nach Ostrowin (Osterwein), und die DP 1237N verbindet Brzydowo mit der Stadt Ostróda. Einen Bahnanschluss gibt es nicht.